# Confederate Home Guard
La Guardia Nazionale Confederata (in inglese Confederate Home Guard) era un corpo autonomo sotto il controllo dell'esercito confederato, attivo durante la guerra di secessione americana, con compiti di cattura dei disertori.

## Organizzazione e funzioni
La Guardia Nazionale Confederata era una milizia autonoma degli Stati Confederati d'America, posta sotto il controllo dell'esercito e costituita da cittadini volontari (perlopiù i piantatori più anziani o civili esentati dal servizio di prima linea). Essenzialmente le unità della Guardia Interna rappresentavano un'ultima difesa contro qualsiasi invasione da parte delle forze Unioniste. Inoltre, la Guardia Nazionale veniva anche utilizzata per raccogliere informazioni sui movimenti delle truppe nemiche e per controllare i simpatizzanti locali della causa unionista. 
Comprendeva tutti i maschi bianchi normodotati di età compresa tra 18 e 50 anni che erano esenti dal servizio confederato.
I membri di questo corpo non ricevettero alcun addestramento militare e sebbene potessero essere arruolati nel servizio confederato se ritenuto necessario, ciò avvenne raramente. La Guardia Nazionale è stata riconosciuta come un tipo di servizio alla Confederazione. I cittadini di alcuni stati formarono anche unità di Unionist Home Guard. Ad esempio, in Kentucky, la Guardia Nazionale era composta da uomini unionisti; I simpatizzanti confederati nello stato, guidati da Simon Bolivar Buckner, formarono gruppi di milizia conosciuti come la Guardia di Stato.